# II-16
Die II-16 (bulgarisch Републикански път ІІ-16 Republikanski pat II-16, „Republikstraße II-16“) ist eine Hauptstraße (zweiter Ordnung) in Bulgarien.

## Verlauf

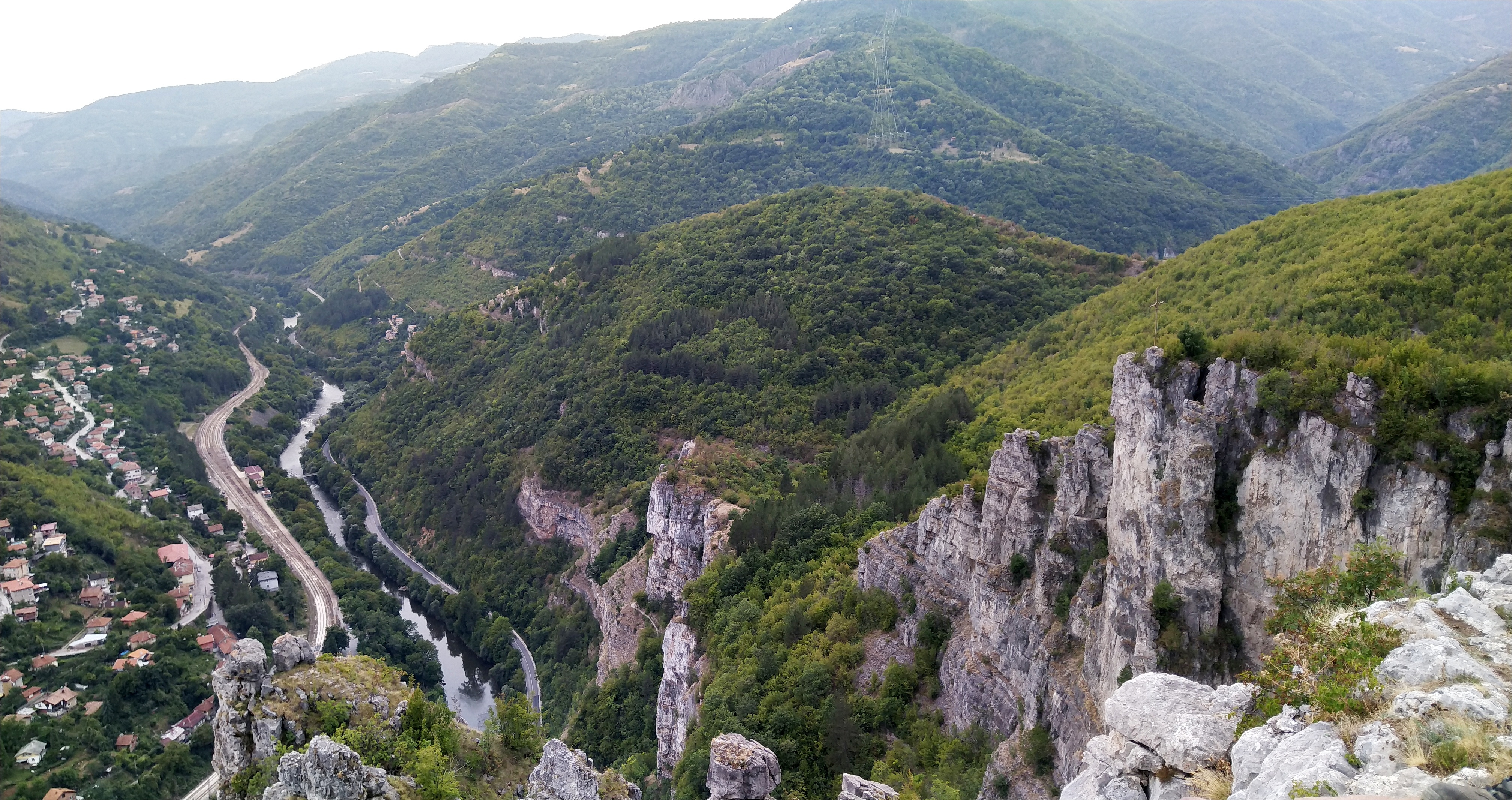
Die Straße aus den Felsen oberhalb von Gara Lakatnik gesehen

Die Straße, die parallel zu den Bahnstrecken Sofia-Warna und Sofia-Widin durch des Tal des Iskar und die Iskar-Schlucht verläuft, zweigt von der Straße I-1 (Europastraße 79) südlich von Mesdra (bulgarisch Мездра) in Rebarkowo (bulgarisch Ребърково) ab und folgt anders als die I-1 dem Lauf des Iskar durch die Iskar-Schlucht, die das Balkangebirge durchzieht, zunächst nach Westen. Hinter Opletnja (Оплетня) und der Einmündung der Straße dritter Ordnung III-162 nimmt der Lauf des Iskar beim Dorf Gara Lakatnik (bulgarisch Гара Лакатник) flussaufwärts die Richtung nach Süden ein und die Straße folgt ihm. Sie erreicht Swoge (bulgarisch Своге), wo eine drittrangige Straße (III-164) nach Westen zur Straße II-81 abzweigt, und führt weiter nach Novi Iskar (bulgarisch Нови Искър) in der Sofiaebene. Südlich dieser Stadt endet sie an den Straßen I-8 und II-18 (Sofioter Ringstraße), die hier gemeinsam verlaufen.